# Kortne Ford
Kortne Ford, né le 26 janvier 1996 à Olathe aux États-Unis, est un joueur américain de soccer. Il évolue au poste de défenseur central.

## Biographie
Il participe à la Ligue des champions de la CONCACAF avec les Rapids du Colorado.